# مشاركة السيارات في موسكو
تُعد خدمة مشاركة السيارات في موسكو أحد وسائل النقل العام سريعة التطور في المدينة. وبحلول ديسمبر 2024، من المتوقع أن تمتلك موسكو أكبر أسطول لمركبات مشاركة السيارات في العالم، حيث يضم أكثر من 40.000 سيارة، ويخدم 1.7 مليون مستخدم منتظم (141.000 رحلة يومية، بمعدل 6-7 رحلات بالسيارة يوميًا). وتُعتبر شركة Delimobil أكبر مُشغّل لخدمة مشاركة السيارات في موسكو، حيث تمتلك أسطولًا يضم 17.000 سيارة.

## نظرة عامة
في عام 2019، وصل أسطول مركبات مشاركة السيارات في موسكو إلى 30.000 مركبة، أي ما يقرب من ضعف عدد العام السابق، متجاوزًا التوقعات. ويشير بعض المطلعين على الصناعة إلى إمكانية توفر ما يصل إلى 100.000 مركبة مشاركة سيارات في نهاية المطاف.
بالإضافة إلى مواقف السيارات البلدية التفضيلية لمركبات مشاركة السيارات، تُعفي حكومة موسكو المركبات الكهربائية من دفع ضريبة النقل.
شارك عمدة موسكو، سيرغي سوبيانين، ورئيس ياندكس، أركادي فولوز، في فعالية مخصصة لإطلاق المركبات الكهربائية من ياندكس درايف في أواخر سبتمبر 2019.
أصبحت 30 سيارة نيسان ليف كهربائية تحمل العلامة التجارية ياندكس درايف متاحة في موسكو في عام 2019. كما يتوفر عدد من المركبات الكهربائية من طرازات مختلفة من مشغلي مشاركة السيارات الآخرين.